# Markivka, Poltava
Markivka (în ucraineană Марківка) este un sat în comuna Mîkilske din raionul Poltava, regiunea Poltava, Ucraina.

## Demografie
Componența lingvistică a localității Markivka
     Ucraineană (94,67%)
     Rusă (5,08%)
Conform recensământului din 2001, majoritatea populației localității Markivka era vorbitoare de ucraineană (94,67%), existând în minoritate și vorbitori de rusă (5,08%).